# Содружество против Авеса
Содружество Массачусетса против Авеса (англ. Commonwealth v. Aves) — дело, которое рассматривалось в Верховном суде Массачусетса и затрагивало вопрос перевозки рабов в свободные штаты. В августе 1836 года главный судья Лемюэль Шоу постановил, что рабы, привезенные в Массачусетс «для любых временных целей, связанных с бизнесом или удовольствием», имеют право на свободу. Это дело стало важнейшей юридической победой аболиционистов в 1830-х годах и создало важный прецедент для всего Севера.

## Биография
В 1836 году Мэри Авес Слейтер из Нового Орлеана отправилась в Бостон навестить своего отца, Томаса Авеса. Она привезла с собой шестилетнюю девочку по имени Мед, которая, согласно законам Луизианы, считалась собственностью мужа Слейтер, Сэмюэля Слейтера. Когда члены Бостонского женского антирабовладельческого общества узнали, что в Бостоне находится рабыня, они наняли адвоката Руфуса Чоута, чтобы тот довёл дело до суда. К Чоуту присоединились адвокаты-аболиционисты Эллис Грей Лоринг и Сэмюэл Сьюэлл.
Томас Авес, который был владельцем дома, где остановилась Мед, был вручен судебный приказ о хабеас корпус от имени аболициониста Левина Харриса. 21 августа 1836 года дело было передано главному судье Лемюэлю Шоу из Верховного суда Массачусетса. Бенджамин Роббинс Кертис представлял интересы Авеса и утверждал, что доктрина вежливости требует от Массачусетса уважения к законам Луизианы, из-за чего Слейтер должна была иметь право отвести Мед обратно в Луизиану.
Лоринг утверждал, что принцип вежливости не применяется «в сомнительных случаях», а также, что консенсуса по вопросу рабства не существует. Кроме того, он отметил, что Англия и несколько других европейских стран игнорировали не принимали во внимание «законы места» (то есть законы тех мест, откуда прибыли рабы) в отношении рабов, предоставляя им полную свободу, когда они привозились из другой страны. Он охарактеризовал рабство как безнравственное явление и подробно остановился на давней приверженности Массачусетса свободе.
Высказывая своё мнение, Шоу обсудил несколько прецедентов в международном праве, включая британское дело «Сомерсет против Стюарта» и отмену рабства в Массачусетсе. Он считал, что единственными людьми, с которыми можно было обращаться как с рабами в Массачусетсе, были беглые рабы, и то лишь потому, что этого прямо требовала Конституция США. Следовательно, Мед стала свободной, как только её предполагаемый владелец добровольно привёз её в Массачусетс. Судья привёл несколько случаев, демонстрирующих, что даже в южных штатах считалось, что раб становится свободным, когда его добровольно привозят в свободный штат.
Решение по делу «Содружество против Авеса» впоследствии использовалось в качестве прецедента в других северных штатах. Коннектикут использовал его в деле «Джексон против Буллока» (1837); Нью-Йорк и Пенсильвания использовали его в законодательстве, провозгласившем, что рабы становятся свободными при ввозе в эти штаты; а суды Огайо начали применять его в 1841 году. К началу гражданской войны все северные штаты, за исключением Индианы, Иллинойса и Нью-Джерси, автоматически предоставляли свободу любому рабу, ввезенному на их территорию.
Мед была помещена под опеку женщин-аболиционисток, в то время как её мать и братья с сёстрами оставались рабынями в Новом Орлеане. Женщины дали ей имя Мария Сомерсет, в честь Марии Уэстон Чепмен и дела Сомерсета. Позже её перевели в детский дом.